# フランクフルト・ユニバース
フランクフルト・ユニバース（英語: Frankfurt Universe、ドイツ語: AFC Universe Frankfurt e. V.）は、ドイツ連邦共和国のヘッセン州フランクフルトに本拠地を置く、ドイツのセミプロリーグであるジャーマン・フットボール・リーグ（GFL）に所属するアメリカンフットボールのチーム。GFL南カンファレンスの所属。ホームスタジアムはPSDバンク・アリーナ。
前身はフランクフルト・ギャラクシーである。

## 主な成績
- ヨーロッパ・フットボール・リーグボウル優勝1回（2016年)
- ジャーマン・フットボール・リーグ・2 南優勝1回 (2015年)

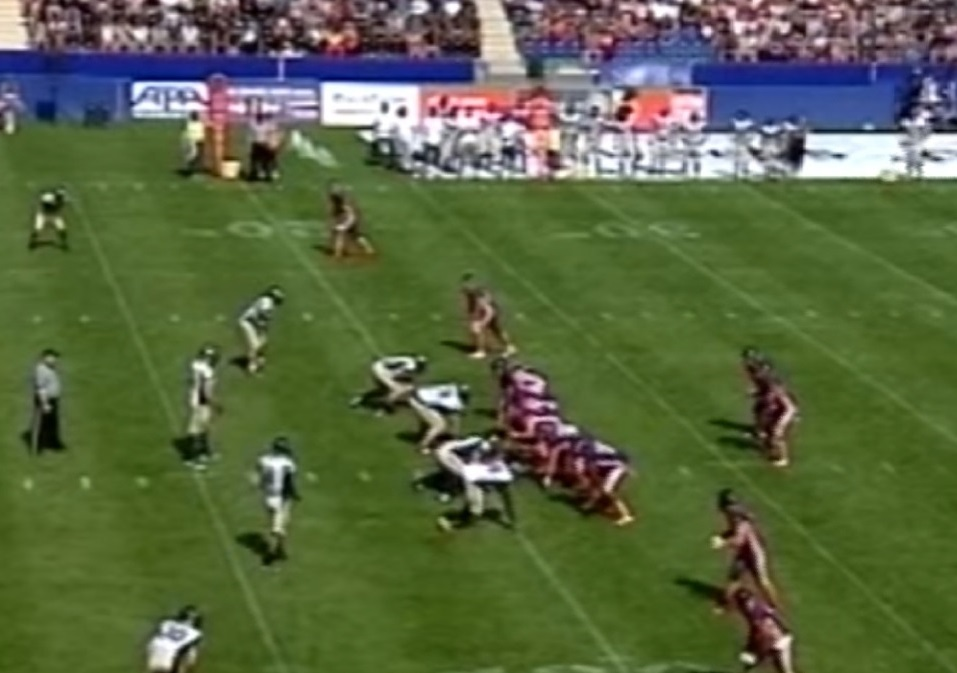
Frankfurt Universe vs. Nürnberg Rams 2015